# Organic Solderability Preservative
Organic Solderability Preservative (OSP, deutsch organischer Oberflächenschutz) ist ein Verfahren der Aufbau- und Verbindungstechnik, um die metallisch blanken Kupferflächen wie Lötanschlüsse von Leiterplatten zwischen der Produktion der Leiterplatten und bis zu dem Lötvorgang zu schützen. Diese Schicht besteht aus organischen Substanzen wie Benzotriazol, Imidazol oder Benzimidazol, welche mit der obersten Kupferschicht eine metallorganische koordinative Bindung eingehen und so das Kupfer vor Oxidation schützen. So können unbestückte Leiterplatten mehrere Monate gelagert werden.
Seit Inkrafttreten der RoHS gewinnt OSP zunehmend an Bedeutung, da kostengünstige Schutzbeschichtungen wie HAL bleibasiert sind. Auch lassen sich mit OSP besonders glatte Beschichtungen erzielen, wie es bei HAL nicht möglich ist. Ein Nachteil liegt in der geringen Hitzebeständigkeit von OSP-Beschichtungen, und der daraus folgenden Unanwendbarkeit bei Mehrfachbestückungen. Auch längere Lagerhaltung ist wegen möglicherweise auftretender Löcherbildung nicht möglich.